# Krung Thai Bank
Die Krung Thai Bank Public Company Limited (kurz: KTB, Thai: ธนาคารกรุงไทย – Thanakan Krung Thai, chinesisch 鷹泰銀行) ist die drittgrößte Bank Thailands.
Die Krung Thai Bank hat eine Bilanzsumme (Stand: 31. Dezember 2010) von etwa 41 Milliarden €. Krung Thai führt 962 Filialen mit 8.028 Geldautomaten im Inland und sieben Niederlassungen im Ausland, in Kunming, Los Angeles, Mumbai, Phnom Penh, Singapur und Vientiane. Hauptsitz des Unternehmens ist der Bezirk Watthana, Bangkok. Aufsichtsratsvorsitzender ist Sathit Limpongpan, Vorsitzender des Vorstands ist Payungsak Chartsutipol, geschäftsführender Direktor ist Apisak Tantivorawong.

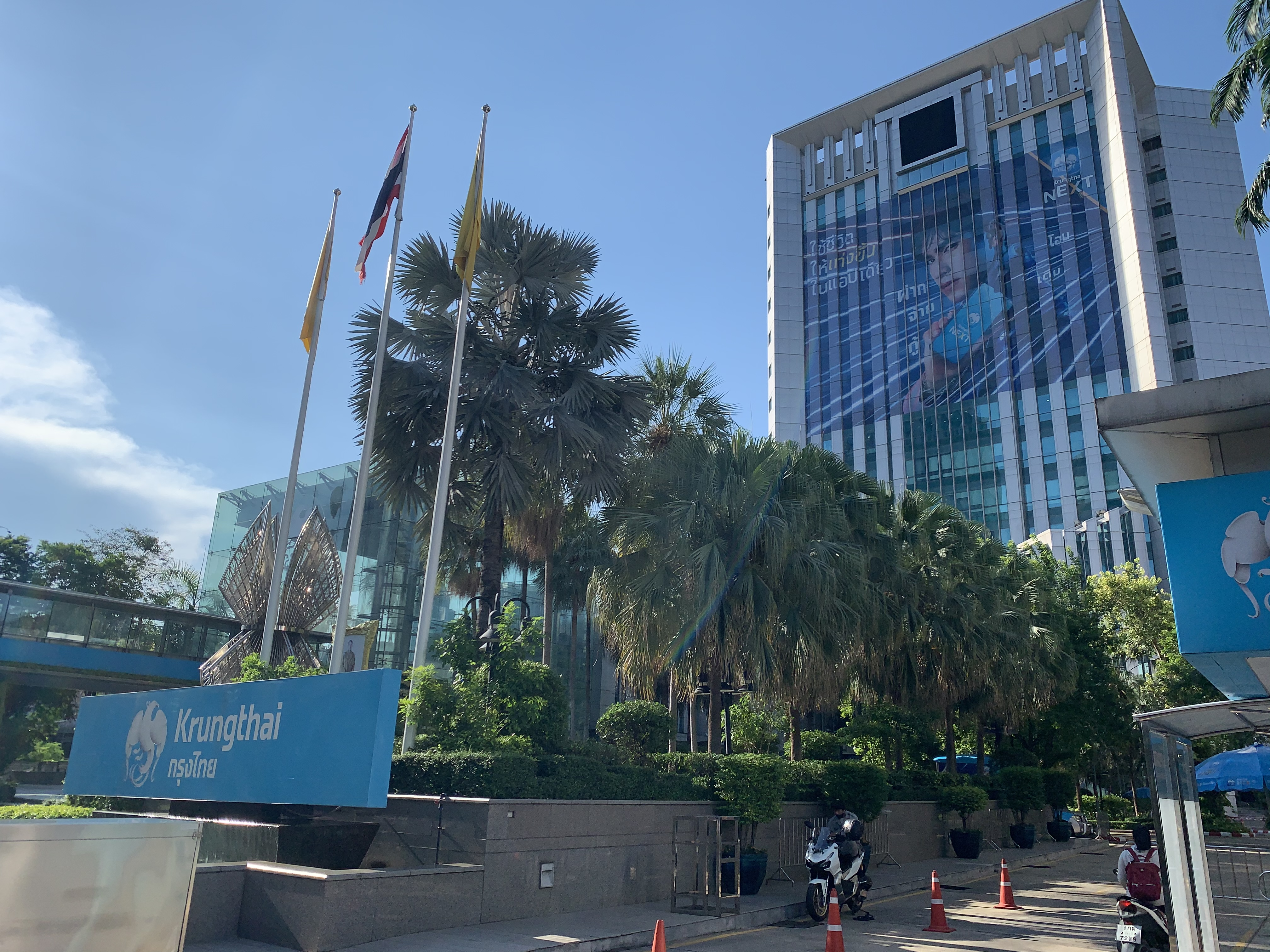
Zentrale Krungthai Bank

## Geschichte
Die Krung-Thai-Bank wurde durch die thailändische Regierung gegründet: 1966 führte diese unter der Ägide des Finanzministeriums als Hauptaktionär die Agricultural Bank und die Provincial Bank zusammen. 1987 wurde zudem die Siam Bank aufgelöst und deren Assets der Krung Thai zugeführt. 1989 ging Krung Thai schließlich an die Thailändische Börse und ist dort im SET Index gelistet. Der thailändische Staat bleibt dennoch weiterhin mittelbarer Hauptanteilseigner (Januar 2012: 55,12 % gehalten über den Thai Financial Institutions Development Fund).

## Weblink
- Website der KTB